# Gianni Ghidini
Gianni Ghidini (né le 21 mai 1930 à Golese (it), un quartier de Parme, et mort le 20 juin 1995 à Baganzola (it)) est un coureur cycliste italien.

## Biographie
Gianni Ghidini a notamment été champion du monde sur route amateurs en 1951. Aux Jeux olympiques de 1952 à Helsinki, il se classe septième de la course individuelle. Avec Dino Bruni, cinquième, et Vincenzo Zucconelli, sixième, il obtient la médaille d'argent de la course par équipes.

## Palmarès
- 1949
  - Coppa Collecchio
- 1950
  - Gran Premio Berco
- 1951
  -  Champion du monde sur route amateurs
- 1952
  -  Médaillé d'argent de la course par équipes des Jeux olympiques
  - 7e de la course individuelle des Jeux olympiques
- 1953
  - 4e étape du Tour de Belgique indépendants
  - 3e du Tour des Apennins
- 1954
  - 3e du Tour de Yougoslavie

## Résultats sur les grands tours

### Tour d'Italie
- 1953 : abandon